# Лоренцо Далмаццо
Лоренцо Далмаццо (італ. Lorenzo Dalmazzo, 23 січня 1886, Турин - 12 грудня 1959, Турин) — італійський генерал.

## Біографія
Лоренцо Далмаццо народився 23 січня 1886 року в Турині. Добровольцем вступив до італійської армії. У званні лейтенанта брав участь в італійсько-турецькій війні. За мужність, проявлену в боях, був нагороджений бронзовою медаллю «За військову доблесть». Після закінчення війни брав участь в операціях колоніальної поліції в Лівії.

### Перша світова війна
Після вступу Італії у Першу світову війну у званні капітана брав участь у бойових діях в Лівії під час арабського повстання, за що був нагороджений срібною медаллю «За військову доблесть».
Після повернення до Італії брав участь у бойових діях поблизу Красу та Гориції. Наприкінці війни отримав звання лейтенант-полковника. Командував 48-ю дивізією, потім 2-ю штурмовою дивізією. За участь у війні був нагороджений срібною та бронзовою медалями «За військову доблесть».

### Міжвоєнний період
Протягом 1920—1923 років Лоренцо Далмаццо був інструктором із тактики у Військовій школі в Модені. Протягом 1925—1926 років ніс службу в Італійському Сомалі, де був командувачем Королівського корпусу колоніальних загонів (італ. Regio corpo truppe coloniali della Somalia italiana).
У 1934 році підвищений до звання бригадного генерала і призначений командувачем піхотної бригади «П'яве».
Влітку 1935 року призначений командувачем 2-ї еритрейської бригади, з якою брав участь у Другій італо-ефіопській війні. На початку 1936 року повернувся до Італії, де очолив 102-гу моторизовану дивізію, згодом 2-гу кавалерійську дивізію, і 12-ту піхотну дивізію. У 1939 році командував армійським корпусом в Удіне. Наприкінці року призначений командувачем XXI армійського корпусу в Італійській Лівії. 31 травня 1940 року отримав звання корпусного генерала.

### Друга світова війна
Зі вступом Італії у Другу світову війну XXI армійський корпус у складі 10-ї армії брав участь в Італійському вторгненні до Єгипту. Але 28 серпня, через суперечності з маршалом Родольфо Граціані його замінив генерал Карло Спатокко.
Лоренцо Далмаццо повернувся до Італії, де командував VI армійським корпусом. Брав участь у вторгненні в Югославію, провів успішні переговори з четниками про співпрацю. З 1 жовтня 1942 року по 9 вересня 1943 року був Командувачем італійських сил в Албанії. 20 лютого 1943 року отримав звання генерала армії. Командував 9-ю армією, співпрацював з Алі Келциром, керівником албанської націоналістичної організації Бали Комбетар, у боротьбі проти комуністичних партизанів.
Після капітуляції Італії 8 вересня 1943 року Лоренцо Далмаццо потрапив у німецький полон та поміщений у табір для військовополонених «Offizierlager 64/Z» у місті Скоки на території Польщі.
Після війни Лоренцо Далмаццо постав перед судом, який звинуватив його у капітуляції, військовій допомозі німцям на день перемир'я, але був виправданий за відсутністю складу злочину.
Помер у Турині 12 грудня 1959 року.

## Нагороди
- Кавалер Військового ордена Італії
- Офіцер Військового ордена Італії
- Командор Військового ордена Італії
- Срібна медаль «За військову доблесть» (два нагородження)
- Бронзова медаль «За військову доблесть» (два нагородження)
- Хрест «За військову доблесть»
- Командор Ордена Корони Італії
- Великий офіцер Ордена Корони Італії
- Кавалер великого хреста  Ордена Корони Італії
- Командор Ордена Святих Маврикія та Лазаря